# Wolfgang Peschorn
Wolfgang Peschorn (Bécs, 1965. május 17. –) osztrák politikus, Ausztria belügyminisztere.

## Élete
Peschorn Bécsben érettségizett, majd felvették a Bécsi Egyetem Jogtudományi Karára. 
1991-től a Szövetségi Pénzügyminisztérium képviselő szolgálata (Finanzprokuratur) munkatársa volt. 2006-ban a hivatal elnöke lett.
2019 júniusában belügyminiszter lett.
Ezt a tisztséget 2020 januárjáig töltötte be, majd visszatért a Finanzprokuratur elnökének feladataihoz.

## Publikációi
- Die Geschichte der Finanzprokuratur. Archiválva 2019. június 2-i dátummal a Wayback Machine-ben aus Anwalt und Berater der Republik. Festschrift zum 50. Jahrestag der Wiedererrichtung der österreichischen Finanzprokuratur, hrsg. v. Manfred Kremser. Wien 1995. (PDF-Datei; 182 kB)

## Fordítás
Ez a szócikk részben vagy egészben  a   Wolfgang Peschorn című német Wikipédia-szócikk ezen változatának fordításán alapul.  Az eredeti cikk szerkesztőit annak laptörténete sorolja fel. Ez a jelzés csupán a megfogalmazás eredetét és a szerzői jogokat jelzi, nem szolgál a cikkben szereplő információk forrásmegjelöléseként.